# Кампињел ле Птит
Кампињел ле Птит (фр. Campigneulles-les-Petites) насеље је и општина у североисточној Француској у региону Север-Па д Кале, у департману Па де Кале која припада префектури Montreuil.
По подацима из 2011. године у општини је живело 580 становника, а густина насељености је износила 93,7 становника/km². Општина се простире на површини од 6,19 km². Налази се на средњој надморској висини од 51 метар (максималној 67 m, а минималној 15 m).

## Демографија
| 1962. | 1968. | 1975. | 1982. | 1990. | 1999. | 2011. |
| ----- | ----- | ----- | ----- | ----- | ----- | ----- |
| 185   | 200   | 266   | 539   | 515   | 517   | 580   |

График промене броја становника у току последњих година